# Marybeth Sant-Price
Marybeth Sant-Price (6 de abril de 1995) es una deportista estadounidense que compite en atletismo, especialista en las carreras de velocidad. Ganó una medalla de bronce en el Campeonato Mundial de Atletismo en Pista Cubierta de 2022, en la prueba de 60 m.

## Palmarés internacional
| Campeonato Mundial en Pista Cubierta | Campeonato Mundial en Pista Cubierta | Campeonato Mundial en Pista Cubierta | Campeonato Mundial en Pista Cubierta |
| Año                                  | Lugar                                | Medalla                              | Prueba                               |
| ------------------------------------ | ------------------------------------ | ------------------------------------ | ------------------------------------ |
| 2022                                 | Belgrado (Serbia)                    | Medalla de bronce                    | 60 m                                 |